# Frauen macht Politik!
Frauen macht Politik! (FraP!) war eine Zürcher Partei, die sich insbesondere für die Rechte der Frauen einsetzte. Die FraP! ging 1986 aus der Bewegung Wyberräte hervor und konstituierte sich 1989 als Partei. Am 29. Oktober 2002 wurde die Auflösung der FraP! an einer ausserordentlichen Generalversammlung beschlossen.

## Zweck
Eine heterogene Frauengruppe kam im Winter 1986 zusammen, um sich innerhalb der parlamentarischen Arbeit aktiv für die Anliegen und Rechte von Frauen einzusetzen. Die Gründungsfrauen der FraP! waren teilweise bereits im Wyberrat organisiert, andere gehörten den Progressiven Organisationen der Schweiz (POCH) an, wieder andere bezeichneten sich als autonom. Das Themenspektrum der FraP! erstreckte sich über die gesamte Bandbreite: Gleichstellung, Drogenpolitik, Ökonomiefragen, Gentechnologie, Bildungspolitik, Fristenregelung und Sozialversicherungen.

## Vertretung im Parlament
Kurz nach der Gründung 1986 beschlossen die Vertreterinnen der FraP!, vier Frauen für den Zürcher Regierungsrat zu empfehlen und in Zusammenarbeit mit der POCH und den Grün-Alternativen Frauenlisten für den Kantonsrat zu erstellen. Anfang der 1990er-Jahre hatte die FraP! fünf Sitze im Zürcher Gemeinderat und zwei Sitze im Zürcher Kantonsrat inne. Mit Christine Goll stellte die FraP! eine Vertreterin des Nationalrats.

## Personen

### Nationalrätinnen
- 1991–1998: Christine Goll[5][6]

### Zürcher Kantonsrätinnen
- 1987–1991: Christine Goll[7]
- 1987–1991: Fatima Heussler[7]
- 1991–1995: Christine Schwyn[7]
- 1991–1998: Anjuska Weil-Goldstein[7]

### Zürcher Gemeinderätinnen
- 1990–1998: Theres Renner[8]
- 1994–1998: Ruth Zollinger[9]
- 1998–2002: Thelma Huber[10]